# Phyllonorycter retamella
Phyllonorycter retamella is een vlinder uit de familie mineermotten (Gracillariidae). De wetenschappelijke naam is voor het eerst geldig gepubliceerd in 1915 door Chretien.
De soort komt voor in Europa.